# MyAnimeList
MyAnimeList, muitas vezes abreviado para MAL, é uma rede social focado nos consumidores de animes e mangás, na qual possui como maior característica a possibilidade de seus usuários criarem uma lista pessoal para que possam catalogar as obras e classifica-las através de notas. Isso facilita o encontro de usuários que compartilham os mesmos gostos e oferece um grande número de dados sobre anime e mangá.
No ano de 2015, o site recebeu cerca de 120 milhões de visitantes mensais.

## História
O site foi lançado em abril de 2006 por Garrett Gyssler e mantida exclusivamente por ele até 2008.
Em 4 de agosto de 2008, o site de estilo de vida e entretenimento masculino CraveOnline, empoderado pela AtomicOnline, adquiriu o MyAnimeList por uma soma desconhecida de dinheiro. Em 2015, a DeNA anunciou a compra de MyAnimeList de CraveOnline, e que eles iriam ser parceiro do "Anime Consortium Japan" para o fluxo de anime no serviço, através do Daisuki.
MyAnimeList anunciou, em abril de 2016, que o iriam incorporar episódios da Crunchyroll e Hulu diretamente para o site, com mais de 20.000 novos episódios disponibilizados. Em abril de 2017, adicionou The King's Avatar ao site, sendo assim a primeira animação chinesa em seu banco de dados.
Em 8 de Março de 2018, MyAnimeList, abriu uma loja de mangá online, em parceria com a Kodansha Comics e a Viz Media, permitindo aos usuários comprar o mangá digitalmente a partir do site. O serviço, lançado originalmente no Canadá, depois se expandiu para os Estados Unidos, Reino Unido e em vários outros países de língua inglesa.
O MAL tornou-se inacessível por vários dias entre maio e junho no ano de 2018, quando a equipe do site o desligou para manutenção, por questões de segurança e privacidade. Os operadores do site também desativaram o API para aplicativos de terceiros, tornando-os inutilizáveis. Estas alterações foram feitas para se adequar ao programa da União Europeia GDPR.
O MyAnimeList foi adquirido pela Media Do em janeiro de 2019.

## Recursos
MyAnimeList lista em seu site animações de origem japonesa, chinesa e sul-coreana. Da mesma forma, MyAnimeList tem informações sobre mangás, manwhas (quadrinhos sul-coreanos), manhua (quadrinhos chineses), dōjinshis (quadrinhos de fãs) e light novels. No site, usuários criam listas demonstrando seu progresso e sua finalização em diversos animes e mangás. Os usuários podem enviar comentários, escrever análises, blogs, postar no fórum, criar clubes para se unir com pessoas de interesses semelhantes e subscrever em notícias sobre animes e mangás.

### Pontuação
MyAnimeList permite aos usuários marcar o anime e mangá em seus em uma escala de 1 a 10. Estes resultados são agregados para se dar uma avaliação de melhor para pior. Uma demonstração de classificação é calculado duas vezes por dia, utilizando a seguinte fórmula:
{\displaystyle R={\frac {vS+mC}{v+m}}}
O {\displaystyle v} representa o número total de votos de usuários, {\displaystyle S} para a pontuação média do usuário, {\displaystyle m} para o número mínimo de votos necessários para obter uma pontuação calculada (atualmente 50), e {\displaystyle C} para a pontuação média em todo o banco de dados de anime/mangá. Apenas as pontuações em que um usuário completou pelo menos 20% do anime/mangá são calculadas.
Em fevereiro de 2020, o MyAnimeList atualizou seu sistema de pontuação para prevenir uma brigada de votos.